# Европейская валютная система
Европейская валютная система (ЕВС; англ. European Monetary System, EMS) — форма организации валютных отношений между государствами-членами Европейского экономического сообщества (ЕЭС). Действовала с 13 марта 1979 года (дата начала расчётов ЭКЮ) по 31 декабря 1998 года (поскольку с 1 января 1999 года был осуществлен переход к евро). Европейская валютная система сыграла роль моста между «валютной змеёй» и Экономическим и валютным союзом (ЭВС). Один из ключевых элементов ЕВС — механизм координации обменных курсов — сохранился и после создания ЭВС: государства-члены ЕС, не входящие в еврозону, могут привязывать свои валюты к евро в рамках Механизма валютных курсов II (англ. Exchange rate mechanism II, ERM II).
В своём развитии Европейская валютная система прошла несколько этапов.

## Предпосылки создания
Первым этапом формирования валютной системы ЕЭС было введение режима совместного плавания валютного курса стран-участниц, получившая название «Европейская валютная змея», который просуществовал с апреля 1972 по март 1979.
После распада Бреттон-Вудской валютной системы большинство западных стран перешло к плавающим курсам своих валют. Страны ЕЭС в целях стимулирования своей экономической и валютной интеграции договорились о сужении пределов колебаний своих валют друг к другу (± 1,125 %) и о коллективном плавании своих валют к доллару и другим валютам (пределы колебаний +2,25 %). Осуществление этого режима, получившего название «змея в тоннеле» (официальное название — Европейское соглашение о единых пределах), в 1972 году начали 6 тогдашних стран ЕЭС (ФРГ, Франция, Италия, Нидерланды, Бельгия, Люксембург). В 1973 году были отменены пределы колебаний курсов валют стран-участниц к доллару и другим валютам («змея вышла из тоннеля», то есть «тоннель» перестал существовать), а пределы взаимных колебаний были расширены и установлены в диапазоне ± 2,25 %. В этом обновлённом режиме не участвовали Италия, а также Великобритания, Дания и Ирландия, которые присоединись к ЕЭС в 1973 году. В связи с неустойчивостью валютного положения в 1974−76 гг. дважды вынуждена была выходить из него Франция. Режим «европейской валютной змеи» оказался малоэффективным, так как не сопровождался координацией денежно-кредитной и экономической политики стран ЕЭС. Разные темпы инфляции и разные процентные ставки приводили к постоянному отклонению обменных курсов от установленных соотношений. На практике это выражалось в том, что валюты Франции, Италии и других стран дешевели по отношению к немецкой марке и голландскому гульдену.
Эта первая попытка проведения совместной валютной политики привела к принятию нового соглашения, выработанного с участием коллективного органа ЕЭС — комиссии Дженкинса — и вступившего в действие в марте 1979 года.

## Создание и развитие Европейской валютной системы
Поиски новых форм валютной интеграции привели к новому соглашению о создании Европейской валютной системы, которая начала действовать с марта 1979 года. Решение о создании Европейской валютной системы было принято в 1978 году на встрече канцлера ФРГ Гельмута Шмидта и президента Франции Валери Жискар д’Эстена.
Формирование ЕВС было направлено на достижение валютной стабильности внутри системы в условиях перехода к Ямайской валютной системе и известной независимости от доллара.
Основу Европейской валютной системы составили:
- Создание механизма валютных курсов (англ. Exchange Rate Mechanism, сокр. ERM).
- Создание европейской валютной единицы (англ. European Currency Unit – ECU) — ЭКЮ. Экю представляла собой международную расчётную единицу, определяемую на основе корзины валют стран-членов ЕЭС.
- Образование Европейского фонда валютного сотрудничества (англ. European Monetary Cooperation Fund), создаваемого за счёт взносов стран-участниц. Средства фонда предназначались для предоставления временной финансовой поддержки с целью финансирования дефицита платёжного баланса и для осуществления расчётов по валютным интервенциям, которые осуществляли центральные банки для поддержания валютных курсов в установленных пределах.

Первоначально в ЕВС участвовали 8 государств: Германия, Франция, Нидерланды, Бельгия, Дания, Ирландия, Люксембург и Италия (последняя в 1992 году вышла из системы и вернулась обратно в 1996 году). Позднее к ЕВС, по мере его расширения, присоединились: Испания (в 1989 году), Великобритания (в 1990 году), Португалия (в 1992 году), Австрия (в 1995 году), Финляндия (в 1996 году), Греция (в 1998 году).
Центральным элементом системы являлась европейская валютная единица (ЭКЮ), которая стала базой установления курсовых соотношений между валютами стран — членов ЕЭС, а также использовалась для расчётов между их центральными банками и как счётная единица в специализированных учреждениях и фондах ЕЭС. Стоимость ЭКЮ определялась по методу валютной корзины, включавшей валюты всех 12 стран ЕЭС на тот момент.
Европейский механизм валютных курсов был направлен на поддержание устойчивых, хотя и корректируемых соотношений с учётом опыта «валютной змеи». Для 7 валют (марка ФРГ, французский франк, гульден, бельгийский франк, датская крона, ирландский фунт, люксембургский франк) предел колебаний был установлен ± 2,25 % их центрального курса, а для итальянской лиры ±6 % ввиду нестабильности валютного положения страны. Позднее режим колебаний ±6 % был установлен и для испанской песеты (Испания присоединилась к ЕВС в 1989 г.).
Поддержание согласованных курсов осуществлялось с помощью валютной интервенции центральных банков стран-участниц.
Европейский фонд валютного сотрудничества был составной частью системы и был предназначен для предоставления центральным банкам стран ЕВС кредитов на покрытие временных дефицитов платёжного баланса и осуществления валютных интервенций для поддержания курсов валют в заданных пределах.
В целом механизм формирования валютных курсов действовал, однако, тем не менее, в 1980—1983 гг. курс ряда валют (итальянской лиры, французского франка, ирландского фунта, датской кроны) понижался, а курс сильных валют (марки ФРГ, голландского гульдена) повышался. В 1992 году правительства Великобритании, Испании и Италии не смогли поддерживать курс своих валют на уровне выше минимального совместного колебания и перешли к плавающим курсам. В августе 1993 года допустимый предел взаимных колебаний валют ЕВС был расширен до ± 15 %.
Весь период существования Европейской валютной системы (EMS-1) до перехода к валютному союзу (англ. European Monetary Union) можно разделить на несколько этапов:
- 1979—1982. Период узкого коридора колебаний валютных курсов (± 2,25 %). Симметричные действия стран-участниц.
- 1982—1993. Ориентация на марку ФРГ, которая выполняла роль «якоря».
- 1993—1999. Расширение коридора валютных курсов до ± 15 %.
- с 1999 года. Переход к валютному союзу (EMS-2). Введение единой валюты евро.

## Кризис ЕВС 1992—1993 гг
В 1992—1993 гг. ЕВС пережила тяжелый кризис. Его отправной точкой послужил референдум в Дании (2 июня 1992 г.) о ратификации Маастрихтского договора, давший отрицательный результат. Финансовые рынки восприняли это как сигнал к тому, что введение единой европейской валюты может не состояться. Следовательно, наиболее слабые из западноевропейских валют будут девальвированы. Вскоре начались массированные атаки на фунт стерлингов и другие валюты, привязанные к ЭКЮ.
Почти год центральные банки стран ЕЭС боролись за стабилизацию валютных рынков — они поднимали процентные ставки и проводили дорогостоящие валютные интервенции. Только благодаря беспрецедентным совместным усилиям удалось спасти от девальвации французский франк. В результате кризиса были девальвированы: итальянская лира, испанская песета, португальский эскудо, ирландский фунт и привязанная к ЭКЮ в одностороннем порядке шведская крона. Италия и Великобритании покинули механизм обменных курсов. Чтобы вернуть ЕВС к жизни и повысить её устойчивость, Совет ЕС расширил допустимые пределы курсовых колебаний до ± 15 %. Это правило вступило в силу 2 августа 1993 г. и действовало до конца 1998 г., после чего последовал переход на евро.
Несмотря на сбои, ЕВС выполнила свою экономическую и политическую миссию. Сокращая амплитуду курсовых колебаний, она улучшала условия для многосторонних расчетов и, таким образом, содействовала экономической консолидации региона. Расширение сферы применения ЭКЮ снижало зависимость Западной Европы от динамики доллара и хозяйственной конъюнктуры в США. Страны и управляющие органы ЕЭС приобрели богатый опыт валютного сотрудничества в условиях плавающих курсов, без которого было бы невозможно создание Экономического и валютного союза.